# 遮娄其王朝

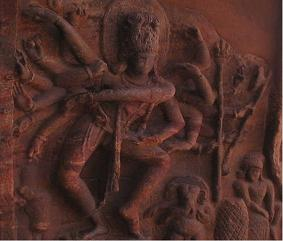
遮娄其宗教艺术的代表：舞蹈的湿婆，位于巴达米石窟第1窟

遮娄其王朝（卡纳达语：ಚಾಲುಕ್ಯ）是遮娄其人于6世纪到12世纪在印度中部和南部建立的王朝。实际上有三个遮娄其人国家，即遮婁其王朝也稱巴達米遮婁其或早遮婁其，和後來的西遮婁其王朝及東遮婁其王朝。

## 历史

### 遮娄其王朝
遮娄其人是广义上的拉其普特人的一支（有些研究者认为他们就是瞿折罗人），即古代入侵印度的北方民族的后代。但遮娄其人自己则声称他们是半传说式的古印度王朝月种王朝的后裔，或者说是“土生土长的印度人”。实际上，拉其普特人普遍将自己的起源追溯到传说中的日种王朝和月种王朝，这或许是为了掩盖他们从域外迁入印度的事实。显然遮娄其人最初居住于北印度（传统上认为是在阿逾陀城），后来才迁徙到印度中南部的德干地区。
遮娄其人在他们的领袖補羅稽舍一世率领下，约在543年至544年之间在德干建立了自己的国家，定都于婆塔比（今卡纳塔克邦比贾布尔县的巴达米）。此后，遮娄其人不断卷入与其他南印王国（主要是跋羅婆）的战争。在这个王朝最伟大的君主補羅稽舍二世统治时期（610年～642年），遮娄其王朝达到了最大疆域，其领土北达今日的中央邦，南到喀拉拉邦与泰米尔纳德邦。北方的瞿折罗人和摩腊婆都承认了補羅稽舍二世的权威；他并且击退了所向无敌的戒日王的进犯（约630年），使后者从此停止了南进。但補羅稽舍二世在与跋羅婆人的战斗中失败身亡，国家也被占领（642年）。过了13年后，補羅稽舍二世的儿子超日王一世打败了跋羅婆人，恢复了遮娄其王朝的政权；他并且洗劫了跋羅婆人的都城建志城。另一位伟大统治者是超日王二世，他再次打败跋羅婆，并率军抗击业已征服了信德的倭瑪亞王朝军队对德干的入侵，使南印免于被伊斯兰化。
在8世纪，由于新兴的罗湿陀罗拘陀王朝的压力，遮娄其王国一度崩溃。750年，罗湿陀罗拘陀推翻了遮娄其王朝。

### 西遮娄其王朝
在罗湿陀罗拘陀于10世纪中叶衰落之后，遮娄其人在970年～975年间重新崛起。原遮娄其王室的后代逮罗一世建立西遮婁其王朝，最初定都于罗湿陀罗拘陀人的首都默尔凯德，后迁至卡利安尼（今孟买附近）。这个国家有时也被叫做后遮娄其王朝。西遮娄其王朝最大的军事成功是打败了北方摩腊婆地区的拉其普特人波罗摩罗人。在11世纪，西遮娄其王国与南印度另一个主要大国朱罗国（注辇）不断发生战争。西遮娄其在斗争中处于劣势，但由于朱罗当时正热衷于向北扩张而未丧失领土，双方最后以栋格珀德拉河为分界线实现了和平。西遮娄其王朝在12世纪开始衰落，由于地方诸侯的坐大，王室控制的领土迅速缩小。1157年又遭到来自北方的迦罗珠利人的袭击，首都卡利安尼被迦罗珠利人占领了20年。1183年遮娄其人夺回了卡利安尼，但此时整个王朝已经奄奄一息了。最终在1190年至1200年，遮娄其人的两个最大的诸侯曷萨拉人和耶陀婆人推翻了遮娄其王朝，瓜分了它的领土。

### 东遮娄其王朝
东遮娄其王朝统治着一个位于今安得拉邦东部的小王国，其存在时间大约在615年～1070年。这个王朝实际上是遮娄其王朝的一个分支。约615年，遮娄其人的统治者補羅稽舍二世征服了整个安得拉邦地区，他任命自己的一个弟弟拘阇·毗湿奴伐弹那为该地的总督。拘阇·毗湿奴伐弹那的统治中心位于文吉（今拉贾蒙德里附近地区），他的后代建成了一个独立的东遮娄其国家。约1070年，东遮娄其王国与朱罗国合并（此前两国王室已经进行了数代的联姻），形成了一个新的王朝：遮娄其-朱罗王朝。

## 文化
遮娄其人与其他拉其普特人一样是虔诚的印度教信奉者。但该王朝的君主们对佛教和耆那教采取宽容态度，允许其在自己的领土内传播。遮娄其王朝以它的宗教建筑而闻名。遮娄其诸王在各地修建了大量令人印象深刻的印度教神庙和石窟。这些神庙建筑中最著名的有艾霍莱（Aihole）的庙宇群，该庙宇群包括125座以上的神庙，它们密集分布在马拉布拉巴珀河岸边一块500×500米的区域内。艾霍莱的神庙主要属于印度教，然而至少有一座（梅古蒂神庙）是属于耆那教的。就是在梅古蒂神庙里，考古学家发现了描述補羅稽舍二世的辉煌统治的铭文。在都城巴达米也有许多宏伟的庙宇，通过铭文得知它们是在国王吉祥主在位的第12年（约608年）时修建的。帕塔达卡尔遗迹群是另一处遮娄其人的杰作，铭文指出这些神庙是在超日王二世时期修建的，目的是纪念这位君主攻占了跋羅婆人的首都建志城。
早期遮娄其诸王主要是毗湿奴派，他们似乎以毗湿奴的野猪化身为王室的族徽。但同时湿婆等大神也受到广泛崇拜，在艾霍莱神庙群中发现了最早的难近母神庙之一。
遮娄其王朝统治时间最长的君主超日王六世是克什米尔大诗人比尔诃那的庇护者。比尔诃那写了一部18章长的长诗《遮娄其王朝史》（Vikramankadevacharita）来为他歌功颂德，诗中保留了一些关于遮娄其王朝的史料。

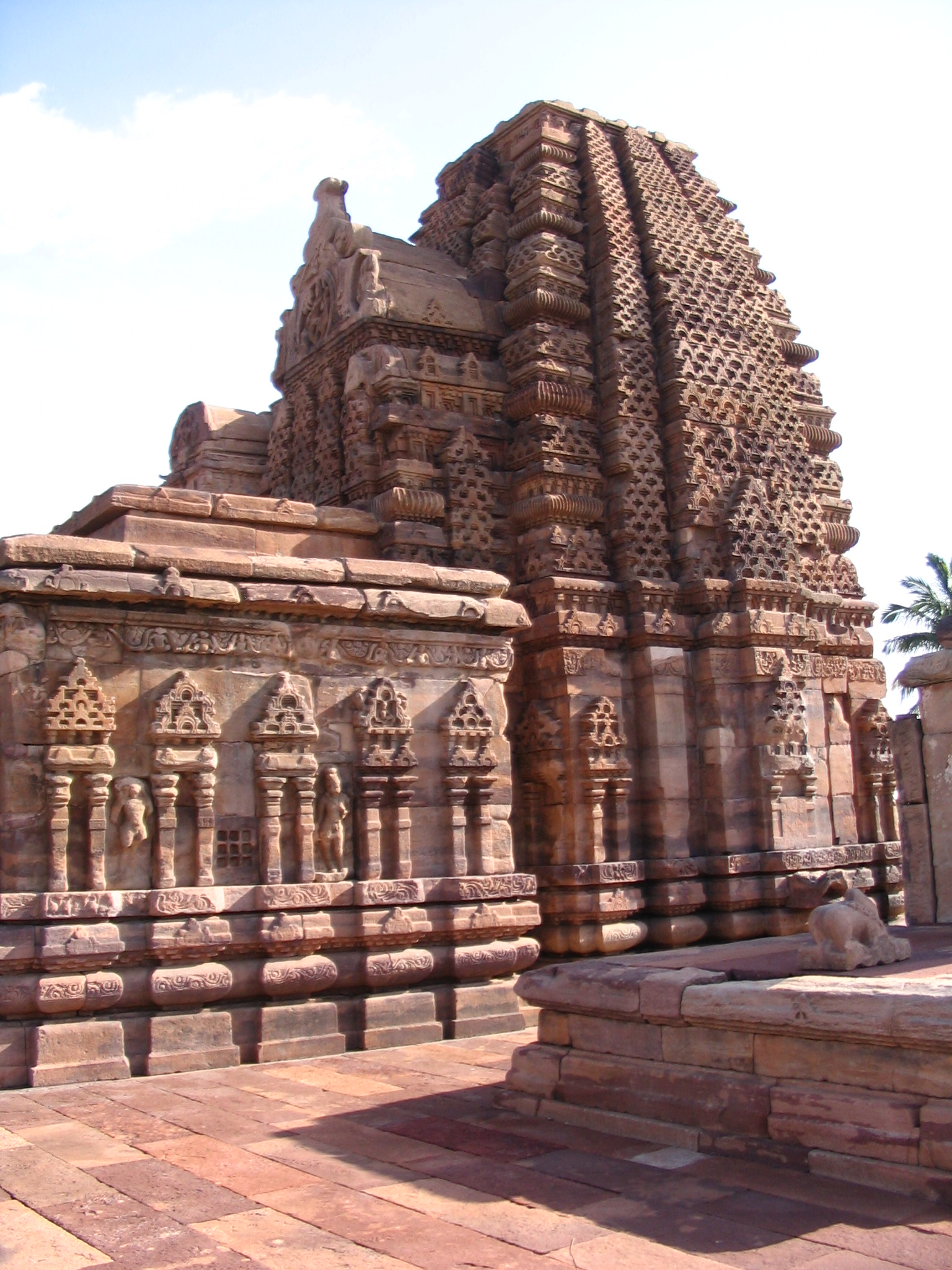
帕塔达卡尔遗迹群

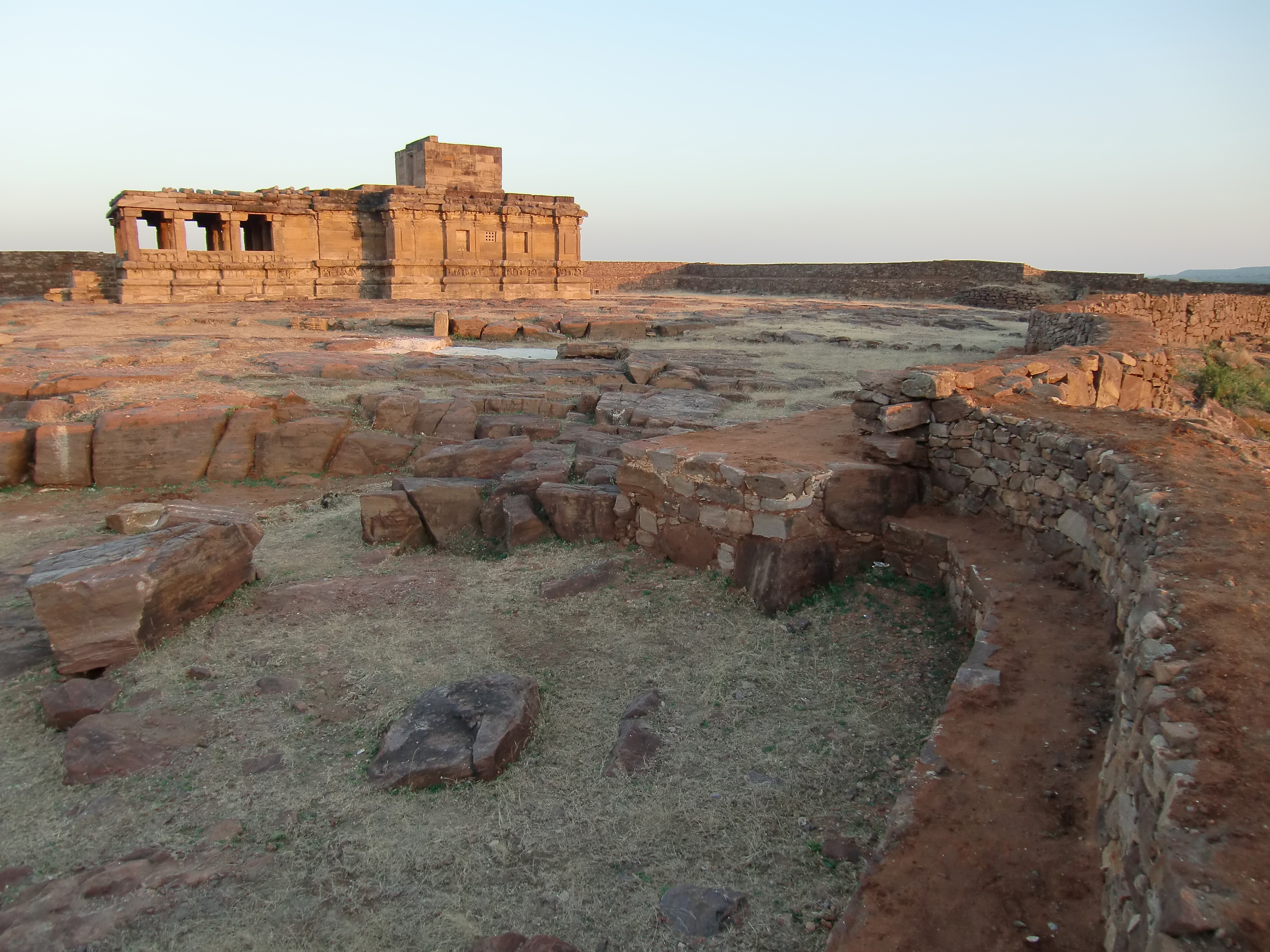
梅古蒂神庙

## 历代君主
| - 補羅稽舍一世（543－566） - 稱鎧王一世（566－597） - 吉祥主王（597－609） - 補羅稽舍二世（609－642） - 超日王一世（655－680） - 律日王（680－696） - 勝日王（696－733） - 超日王二世（733－746） - 稱鎧王二世（746－757） - 逮罗一世（973－997） - 娑底耶室罗耶（997－1008） - 超日王五世（1008－1015） - 阇耶僧诃二世（1015－1042） - 娑密室伐罗一世（1042－1068）Somesvara I - 娑密室伐罗二世（1068－1076） - 超日王六世（1076－1127） - 娑密室伐罗三世（1127－1138） - 阇迦得卡摩罗一世（1138－1151）Jagadhekamalla II - 逮罗二世（1151－1156） - 阇迦得卡摩罗二世（1163－1183） - 娑密室伐罗四世（1184－1200） |  | - 拘阇·毗湿奴伐弹那（624－641 C.E.） - 阇耶僧诃一世（641－673 C.E.） - 因陀罗·婆多罗迦（673 C.E.）Indra Bhattaraka - 毗湿奴伐弹那二世（673－682 C.E.） - 优婆罗阇（682－706 C.E.）Yuvaraja - 阇耶僧诃二世（706－718 C.E.） - 毗湿奴伐弹那三世（719－755 C.E.） - 勝日王一世（755－772 C.E.） - 毗湿奴伐弹那四世（772－808 C.E.） - 勝日王二世（808－847 C.E.） - 毗湿奴伐弹那五世（847－849 C.E.） - 勝日王三世（848－892 C.E.） - 遮娄其毗摩一世（892－921 C.E.） - 勝日王四世（921 C.E.） - Amma I （921－927 C.E.） - 超日王二世（927－928 C.E.） - 优陀摩罗二世（928－935 C.E.）Yuddamalla II - 遮娄其毗摩二世（935－947 C.E.） - Amma II （947－970 C.E.） - 檀那摩婆（970－973 C.E.） - 阇多·朱陀·毗摩（973－1000 C.E.） - 性力铠一世（1000－1011 C.E.） - 毗摩罗阿迭多（1011－1018 C.E.） - 罗阇罗阇·那烂陀罗（1018－1061 C.E.） - 性力铠二世 - 勝日王七世（1063－1068 C.E.，1072－1075 C.E.） |

## 资料来源
- 《古印度简史》，许海山主编，中国言实出版社，ISBN 7-80128-801-7
- 《苏联历史百科全书·人物卷》，1961～1973
- 《印度古代史纲》，林承节著，光明日报出版社，ISBN 7-80145-355-7
- 《从史前时代到毗阇耶那伽罗王朝灭亡的南印度历史》，Sastri，Nilakanta K.A.，新德里：牛津大学出版社印度分社，ISBN 0-19-560686-8
- 《古亚洲文明百科全书》，查尔斯·F.W.海厄姆著，王毅译，上海人民出版社，ISBN 978-7-208-07098-1
- 《梵语文学史》，金克木著，江西教育出版社，ISBN 7539231505/I351·092